# Campeonato Mundial de Halterofilismo de 1906
O 9º Campeonato Mundial de Halterofilismo foi realizado em Lille, na França em 18 de março de 1906. Participaram 33 halterofilistas de 4 nacionalidades filiadas à Federação Internacional de Halterofilismo. 

## Medalhistas
| Evento           | Ouro                             | Prata                  | Bronze                   |
| ---------------- | -------------------------------- | ---------------------- | ------------------------ |
| Pena (60 kg)     | Daniel de Lapalud · Suíça        | Joseph Staen · França  | Charles Cellier · França |
| Leve (70 kg)     | Georges Lorthiois · França       | Pierre Slosse · França | Arthur Fessler · Suíça   |
| Médio (80 kg)    | Albert Deroubaix · França        | Louis Vasseur · França | Gustave Lacroix · França |
| Pesado (+ 80 kg) | Heinrich Schneidereit · Alemanha | Émile Besson · Suíça   | Gustave Falleur · França |

## Quadro de medalhas
| Ordem | País     | Medalha de ouro | Medalha de prata | Medalha de bronze | Total |
| ----- | -------- | --------------- | ---------------- | ----------------- | ----- |
| 1     | França   | 2               | 3                | 3                 | 8     |
| 2     | Suíça    | 1               | 1                | 1                 | 3     |
| 3     | Alemanha | 1               | 0                | 0                 | 1     |
| Total | Total    | 4               | 4                | 4                 | 8     |